# Victoria (Entre Ríos)
Victoria é um município da província de Entre Ríos, na Argentina, com cerca de 30 mil habitantes.